# Solange Fol
Solange Fol (31 ottobre 1949) è un'ex cestista francese.

## Carriera
Con la Francia ha disputato i Campionati europei del 1974.